# Jennings (Florida)
Jennings è una città degli Stati Uniti d'America, situata in Florida, nella Contea di Hamilton.